# 野呂圭介
野呂 圭介（のろ けいすけ、本名：板元 義典、1933年4月3日 - ）は、日本の俳優・タレント・ローカルタレント・陶芸家。鹿児島県鹿児島市出身。

## 来歴・人物
鹿児島市立鹿児島玉龍高等学校卒業。
俳優を志して上京し、1958年に『踏みはずした春』（日活）でデビュー以後、脇役として日活のスクリーンで活躍した。
邦画産業が斜陽化した1969年以降、僚友の宍戸錠と共に、テレビ番組『元祖どっきりカメラ』（NTV系）に転出。長髪にGパン、デニムベストのヒッピー風スタイルで赤ヘルを被り、ストーリーの最後に「どっきりカメラ NTV」と書かれたプラカードを掲げて現れては、だまされた相手が怒って逆襲し殴られる役（赤ヘルはこの目的）で、19年間にわたって人気を博す。
1978年に持病（メニエール病）の療養で帰郷。鹿児島テレビ、テレビ熊本、テレビ宮崎のローカル番組に時折出演する傍ら、鹿児島市天文館で「スナック どっきりカメラ」を経営し、同番組で使用した赤ヘルとプラカードの実物を店内に展示していた。
趣味だった陶芸に専心するために1995年3月に芸能界を一旦引退し、間もなく店も畳んだ。宮崎県西諸県郡野尻町で修行の後、1999年に日置市伊集院町に「陶呂庵　野呂窯工房」を構え、悠々自適な活動を行っていたが、2003年に肝臓ガンを患い、闘病を余儀なくされた。2006年より由布院温泉に移住。
2009年に映画『黄金花 秘すれば花、死すれば蝶』に出演し、14年ぶりに芸能界に復帰。髪型は『どっきりカメラ』時代から長髪だったが、現在は白髪混じりの長髪と共にヒゲも伸ばしている。
ランプシェード専門ギャラリー「灯芸 野呂窯」を日置市に開業した後、現在は薩摩川内市に住居兼工房を移して陶芸を中心に活動している。
長らく1937年生まれと公表していたが、2017年の『アサヒ芸能』でのインタビューにて「本当は宍戸錠と同い年（1933年生まれ）であり、公的には4歳若くごまかしていた」ことを認めた。
2020年1月に宍戸が亡くなった際には、1月22日放送の『スッキリ』（日本テレビ）に電話出演して宍戸の想い出話を語ると共に、自身も健在であることを世間に知らしめた。

## 出演

### テレビドラマ
- かみなり三代 第8話「俺達には明日がある」（1968年、NTV / 日活）
- ザ・ガードマン 第234話「海底殺し屋」（1969年、TBS / 大映テレビ）
- おくさまは18歳 第44話「隣りの男にご用心」（1971年、TBS / 大映テレビ）
- なんたって18歳! 第20話「昨日の敵は今日の友」（1971年、TBS / 大映テレビ）
- ターゲットメン 第9話「吸血魔の面を剥げ」（1971年、NET / 東映）
- 一心太助 第19話「昔より女ならでは」（1972年、フジテレビ / 国際放映） - 釘六
- ママはライバル 第5話「ママ権力ハンターイ」（1972年、TBS / 大映テレビ）
- 変身忍者 嵐 第2話「怪猿忍者！マシラ現わる!!」（1972年） - 太郎兵衛
- バーディ大作戦 第48話「必殺!ママに捧げる犯罪」（1975年、TBS / 東映）
- 大江戸捜査網 （12ch / 三船プロ）
  - 第186話「恐怖の人間標的」（1975年）
  - 第223話「隠密同心 一番長い日」（1975年） - 六
  - 第351話「女義賊怒りの逆襲」（1978年）
- 夜明けの刑事（TBS / 大映テレビ）
  - 第29話「死を宣告された夫」（1975年）
  - 第51話「夫が誰かに殺される!!」（1975年）
- プレイガールQ  第53話「全裸で消された謎の女」（12ch / 東映） - パトカーの警官
- 江戸を斬るII 第13話「鱈に当って死んだ奴」（1976年、TBS / C.A.L） - 寅
- 横溝正史シリーズ 獄門島（1977年、MBS）
- 太陽にほえろ!（東宝 / NTV）
  - 第258話「愛の追憶」（1977年） - スリの辰吉
  - 第272話「秘密」（1977年） - 飯島和生
- 華麗なる刑事 第31話「拳銃の報酬」（1977年） - 組員
- 特捜最前線 第47話「射殺魔・二十歳のメモリー!」（1978年、ANB）
- 大都会 PARTII 第48話「狙われた刑事(デカ)」（1978年） - 組員・高梨
- 転落の詩集（1978年、TBS） - 鹿野刑事 役
- 土曜ワイド劇場 / 女弁護士 朝吹里矢子2（1978年、ANB）

### 映画
- 踏みはずした春（1958年、日活）
- 影なき声（1958年、日活） - 明
- 日本仁侠伝　血祭り喧嘩状（1959年、日活）
- 大学の暴れん坊 (1959年)
- 邪魔者は消せ （1960年、日活）
- 男の怒りをぶちまけろ（1960年、日活）
- 紅の拳銃（1961年、日活）
- 散弾銃の男（1961年、日活） - 寅
- いつでも夢を（1962年、日活） - 金造
- 青い街の狼（1962年、日活）
- 非行少女（1963年、日活）
- 関東無宿（1963年、日活）
- こんにちは赤ちゃん（1964年、日活）
- 夕陽の丘（1964年、日活）
- 風と樹と空と（1964年、日活）
- 俺たちの血が許さない（1964年、日活）
- 河内ぞろ 喧嘩軍鶏 (1964年、日活)
- さすらいは俺の運命（1965年、日活）
- 青春の裁き（1965年、日活）
- 真紅な海が呼んでるぜ（1965年、日活）
- 泣かせるぜ（1965年、日活）
- 刺青一代（1965年、日活）
- 河内カルメン（1966年、日活）
- 夜霧の慕情（1966年、日活）
- 帰らざる波止場（1966年、日活）
- 殺るかやられるか（1966年、日活)
- 続東京流れ者 海は真っ赤な恋の色（1966年、日活）
- 不死身なあいつ（1967年、日活）
- 東京市街戦（1967年、日活）
- 遊侠三国志 鉄火の花道 (1968年、日活)
- 忘れるものか（1968年　日活）
- 嵐の果し状 (1968年、日活)
- わが命の唄 艶歌（1968年、日活）
- 初笑い びっくり武士道（1972、松竹）
- 竜馬暗殺（1974年、ATG） - 藤吉
- 悲愁物語（1977年、松竹） - ファン
- カンバック（1990年、松竹） - 鳥丈の客
- 黄金花 秘すれば花、死すれば蝶（2009年、太秦） - ピーナッツ老人
- 「わたし」の人生 我が命のタンゴ（2014年、ファントム・フィルム）
- のさりの島（2021年5月29日、北白川派） - 日向寺[5]

### バラエティー番組
- お金がなくても幸せライフ がんばれプアーズ!（2013年5月31日、テレビ東京）
- 元祖どっきりカメラ（1974年 - 1989年、日本テレビ）
- さんさんサタデー（1977年 - 1992年、テレビ宮崎）